# إيرل غريس
إيرل غريس (بالإنجليزية: Earl Grace)‏ هو لاعب كرة قاعدة أمريكي، ولد في 24 فبراير 1907 في بارلو في الولايات المتحدة، وتوفي في 22 ديسمبر 1980 في فينيكس في الولايات المتحدة.

## وصلات خارجية
- إيرل غريس على موقعبيزبول رفرنس.كوم (الدوري الرئيسي) (الإنجليزية)
- إيرل غريس على موقعبيزبول رفرنس.كوم (الدوري الثانوي) (الإنجليزية)